# Gabriel Terra
Pour les articles homonymes, voir Terra.
 (octobre 2015).
Si vous disposez d'ouvrages ou d'articles de référence ou si vous connaissez des sites web de qualité traitant du thème abordé ici, merci de compléter l'article en donnant les références utiles à sa vérifiabilité et en les liant à la section « Notes et références ».
Gabriel Terra (né le 1er août 1873 à Montevideo et mort le 15 septembre 1942 dans la même ville) est un avocat et homme d'État uruguayen, élu président en 1931, et qui devient dictateur après le coup d'État de 1933, demeurant au pouvoir jusqu'en 1938.

## Biographie
Reçu au barreau en 1895, il est député puis ministre du gouvernement de Claudio Williman (1907-1911), siège à l'Assemblée constituante de 1917, est par la suite ministre du gouvernement Baltasar Brum (1919-1923) et membre du Conseil national d'administration entre 1925 et 1930. Membre du Parti Colorado, bien que souvent opposé au batllisme du leader José Batlle y Ordóñez, sa candidature à la présidentielle de 1930 est concurrencée par un autre membre du Colorado, Pedro Manini Ríos (es), leader de la tendance riverista (es), elle-même opposée aux réformes batllistes.
Terra prend la présidence le 1er mars 1931, se montrant dès le début adversaire de la Constitution de 1917 (es). Appuyé par la police, dirigée par son beau-frère, le général Alfredo Baldomir, l'armée ainsi que la tendance herreriste du Parti blanco, il s'empare du pouvoir par un coup d'État, le 31 mars 1933, dissolvant le Parlement et censurant la presse, dans un climat de crise économique provoquée par la Grande Dépression.
Il instaure un régime dictatorial proche du fascisme, promouvant en 1934 une nouvelle Constitution, à caractère présidentialiste, qui demeure en vigueur jusqu'en 1942. Terra doit cependant accepter un compromis : la Constitution de 1934 rétablit le système présidentiel, mais le cabinet gouvernemental doit nécessairement inclure trois personnalités du parti minoritaire (blanco), tandis que le Sénat est réparti de façon égale entre les deux partis, colorado et blanco.
Soutenu par le riverismo (es) colorado et l'herrerisme, il est réélu dans ces conditions président pour 1934-1938, mettant en œuvre une politique d'industrialisation par substitution aux importations et entame quelques grands travaux, comme le barrage du Bonete près de Paso de los Toros, construit avec des fonds venant de l'Italie fasciste et de l'Allemagne nazie, ou la raffinerie de La Teja, exploitée par ANCAP.
Sur le plan extérieur, il rompt les relations diplomatiques avec l'URSS en 1935 et reconnait dès 1936 par le gouvernement de Franco.
Échappant à un attentat en juin 1935, il réprime la même année un soulèvement armé. En 1938, le général à la retraite Alfredo Baldomir est élu, et restaure progressivement les institutions démocratiques.